# Vissenbjergbakkerne
Vissenbjergbakkerne i sydenden af Vissenbjerg er et omkring 170 km² naturområde i Assens Kommune, mellem Middelfart og Odense. Fra Udsigten, der med 129 moh. områdets højeste punkt, er der en storslået udsigt mod syd over Brænde Ådal til Brændholt Bjerg (115 moh.) og Fyns højeste punkt, Frøbjerg Bavnehøj, der er 131 meter højt; Mod vest kan man se helt til Lillebælt. I Kirkeskov ligger den tidligere helligkilde, Skt. Vitus Kilde, omend man er i tvivl om hvilken, af flere kilder, der er helligkilden.
Bakkerne har været hjemsted for op til 15 teglværker, hvilket gav velstand til området. Det sidste, Lilleskov Teglværk på sydsiden af Brænde Ådal indstillede teglproduktionen i 1983. Flere steder i området findes forladte og mere eller mindre vandfyldte lergrave.

## Afgrunden
Syd for Vissenbjerg by ligger Afgrunden, som er et af Danmarks mest markante dødislandskaber. Afgrunden er et af Fyns højeste punkter med en meget høj hældningsprocent. Den er blevet skabt, da isen fra den sidste istid, Weichsel-istiden, trak sig tilbage. Ved dette blev noget af den enorme gletsjer brækket af. Dette stykke is var så stort, at det strakte sig fra Vissenbjerg til Frøbjerg. Denne is smeltede ikke lige så hurtigt som selve gletsjeren og kaldes derfor dødis. Da isen endelig smeltede, skabtes der store søer, hvor materiale som grus, sand og ler blev aflejret på bunden af disse søer. Da vandet trak sig endeligt tilbage, stod bunden af søerne tilbage som store topbakker. Disse bakker bestod primært af grus. 
Der kom der endnu et isfremstød under Weichsel-istiden, kaldet det ungbaltiske isfremstød. Isen lagde sig da tæt på topbakken, og der skabtes en sø mellem topbakken og selve isen grundet smeltevand. Dette skabte endnu en mindre bakke op ad topbakken, kaldet en konsolbakke. Derfor er bakkerne ved Vissenbjerg meget "trappeformede." Da isen endeligt var væk, stod de to bakker ved Vissenbjerg (samt Frøbjerg Bavnehøj ved Frøbjerg) tilbage med en lang, kuperet dal imellem dem. Denne natur er meget særpræget for Fyn.

## Vissenbjergbakken
De store højdeforskelle præger især vejen fra syd mod Vissenbjerg. Denne bakke har mere end 50 højdemeter og har sin top midt i byen. Den går under navnet "Vissenbjergbakken" for tilrejsende, mens den af Vissenbjerggensere kaldes "Kirkehellebakken". Den stiger med 5% over en strækning på 1150 meter, og er en yndet udfordring for cykelryttere. 

## Naturfredning
Allerede i 1949 blev 3 hektar omkring Afgrunden blev fredet. Det blev i 1979 blev udvidet til at omfatte 315 hektar. Fredningsbegrundelsen var oprindelig det geologisk set specielle landskab, men den blev udvidet i 1979 til også at omfatte naturvidenskabelige, landskabelige og rekreative interesser i området, som er hjemsted for adskillige sjældnere plante- fugle og dyrearter.